# ケチカンゲートウェイ郡 (アラスカ州)
ケチカンゲートウェイ郡（ケチカンゲートウェイぐん、英: Ketchikan Gateway Borough）は、アメリカ合衆国アラスカ州の南東端に位置する郡である。2010年国勢調査での人口は13,477人である。郡庁所在地はケチカン（人口8,050人）であり、郡内では最も人口の多い都市である。

## 地理
ケチカンゲートウェイ郡は北緯55度33分、西経131度05分に位置している。アメリカ合衆国国勢調査局に拠れば、郡域全面積は1,754平方マイル (4,542.8 km2)であり、このうち陸地は1,233平方マイル (3,193.5 km2)、水域は521平方マイル (1,349.4 km2)で水域率は29.69%である。2008年、郡には入っていなかったミスティフィヨルド国立保護区の残りを含め、元のプリンスオブウェールズ・アウターケチカン国勢調査地域を併合し、かなり広い範囲となる現在の郡域になった。

### 隣接する郡と国勢調査地域
- プリンスオブウェールズ・ハイダー国勢調査地域 - 東、西
- ランゲル市郡 - 北

カナダのブリティッシュコロンビア州とも東側境界を接している。
- キティマット・スティキーン地域 - 東
- ノース・コースト地域 - 南（ディクソン・エントランスとヘキト海峡を隔てた海上国境のみ）

### 国立保護地域
- トンガス国立の森（部分）
  - ミスティフィヨルド国立保護区
    - ミスティフィヨルド国立保護区原生地

## 人口動態
以下は2000年の国勢調査による人口統計データである。
| 基礎データ - 人口: 14,070人 - 世帯数: 5,399 世帯 - 家族数: 3,633 家族 - 人口密度: 4人/km2（11人/mi2） - 住居数: 6,218 軒 - 住居密度: 2軒/km2（5/mi2） 人種別人口構成 - 白人: 74.34% - アフリカン・アメリカン: 0.50% - ネイティブ・アメリカン: 14.99% - アジア人: 4.29% - 太平洋諸島系: 0.16% - その他の人種: 0.44% - 混血: 5.29% - ヒスパニック・ラテン系: 2.64% 言語による構成 - タガログ語：3.31% - スペイン語：1.65% | 年齢別人口構成 - 18歳未満: 28.2% - 18-24歳: 7.5% - 25-44歳: 31.4% - 45-64歳: 25.1% - 65歳以上: 7.9% - 年齢の中央値: 36歳 - 性比（女性100人あたり男性の人口） - 総人口: 104.5 - 18歳以上: 105.3 世帯と家族（対世帯数） - 18歳未満の子供がいる: 36.8% - 結婚・同居している夫婦: 51.5% - 未婚・離婚・死別女性が世帯主: 11.3% - 非家族世帯: 32.7% - 単身世帯: 26.1% - 65歳以上の老人1人暮らし: 6.2% - 平均構成人数 - 世帯: 2.56人 - 家族: 3.10人 |

## 都市と町

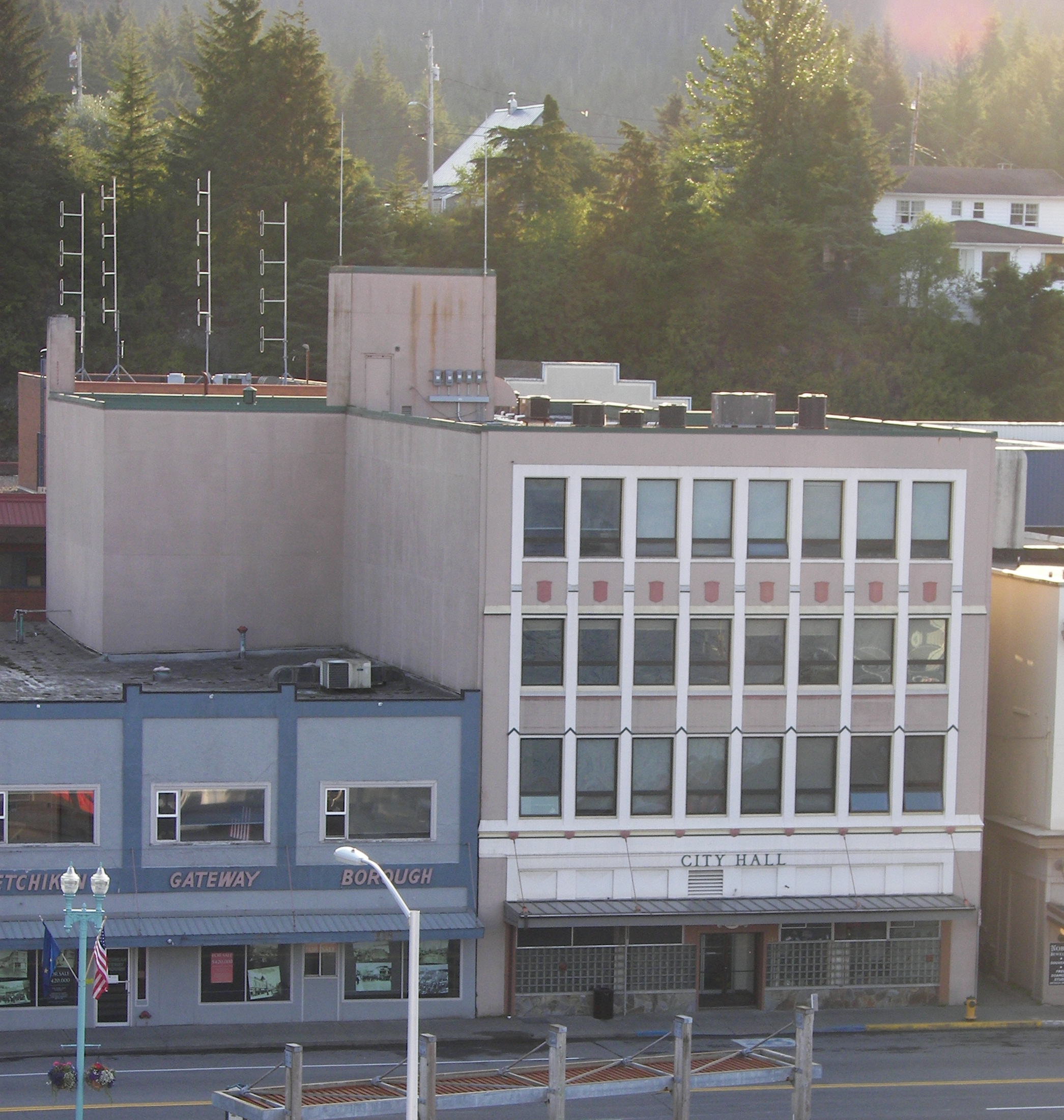
ケチカン市にある郡庁舎（左）と市役所（右）

- ケチカン - 郡庁所在地
- サクスマン
- ウォードコーブ